# 牧杏站
牧杏站（：／ Mokhaeng yeok */?）是位于韩国忠清北道忠州市牧杏洞的一个车站，属于忠北线。

## 历史
- 1956年4月11日 - 落成使用。

## 相鄰車站
韓國鐵道公社
忠北線
忠州－牧杏－東良